# Granges-sur-Lot
Granges-sur-Lot település Franciaországban, Lot-et-Garonne megyében. Lakosainak száma 589 fő (2022. január 1.). Granges-sur-Lot Castelmoron-sur-Lot, Lafitte-sur-Lot, Montpezat, Saint-Sardos és Le Temple-sur-Lot községekkel határos.

## Népesség
A település népességének változása:
| Lakosok száma | 421  | 459  | 527  | 595  | 595  | 588  | 596  | 589  | 592  | 589  |
|               | 1968 | 1982 | 1990 | 2006 | 2013 | 2015 | 2017 | 2019 | 2020 | 2022 |